# Marcel Battin
Pour les articles homonymes, voir Battin.
Marcel Battin, connu également sous les pseudonymes de Jormar Batthiu et Joachim Goetzinger, né le 20 décembre 1921 à Réhon et mort le 21 octobre 1999 à Toulouse, est un écrivain, nouvelliste et traducteur de science-fiction.

## Biographie
Né le 20 décembre 1921 à Réhon, Marcel Battin a commencé par entrer en usine comme apprenti métallurgiste à l'âge de 14 ans. Il a par la suite exercé de nombreux métiers, tels que comptable industriel et commercial, magasinier, vendeur de machines agricoles, barman, chimiste, dessinateur industriel, publicitaire ou encore caissier.
Lors de la Seconde Guerre mondiale, Marcel Battin s'est engagé dans les Forces navales françaises libres.
En janvier 1961, Marcel Battin lance le fanzine de science-fiction Orion.
Il décède le 21 octobre 1999 à Toulouse.
En septembre 2018, Rivière Blanche publie « Destination Pluton », une anthologie regroupant l'intégralité des nouvelles de Marcel Battin, ainsi que quelques peintures,.

## Style d'écriture
Les écrits de Marcel Battin sont « volontiers grinçants, humoristiques et percutants » et gardent souvent une trame assez noire, la plupart du temps dans un univers post-apocalyptique.

## Œuvres

### Nouvelles[3],[7]
- Solitude (1958), Satellite, Les Cahiers de la science-fiction no 7
- Un jour comme les autres (1958), Fiction no 58
- Les Envahisseurs (1958), Satellite, Les Cahiers de la science-fiction no 12
- Mission à Versailles (1958), Fiction no 61, Le Frandiose Avenir, anthologie de la science fiction française année 50, Les Mondes francs
- Destination Pluton (1959), Satellite, Les Cahiers de la science-fiction no 23
- Fond sonore (1959), Fiction spécial, La Première Anthologie de la science-fiction française
- Le Bout de la route (1959), Satellite, Les Cahiers de la science-fiction no 16
- Le Lépreux (1959), Fiction no 71
- Les Condamnés (1960), Fiction Spécial - 24 passionnants récits d'anticipation
- Pérennité (1960), Satellite no 26
- Le Visiteur (1961), Fiction no 89, En un autre pays, Seghers, Constellations (anthologie)
- La Catastrophe (1961), Le Jardin sidéral no 6
- Métamorphose (1961), Ailleurs no 34
- Contes d'un autre temps (1962), Fiction no 99
- Gaminerie (1962), Espace no 1
- Heureux comme Dieu en France (1963), Co-écrit avec Georges Gheorghiu[8], Fiction Spécial - Anthologie de la science-fiction française
- L'Homme et la Cité (1963), Lunatique no 5
- La Mer, le temps et les étoiles (1963), Lunatique no 5
- Le Dauphin (1965), Mercury no 4
- Examen (1965), Mercury no 6
- Conversation sous l'arbre (1966), Fiction no 148
- Rencontre au sommet (1966), Mercury no 9-10
- Les Vieux (1967), Fiction spécial - SF made in France no 12
- Les Voyageurs (1967), Mercury no 13
- Bavardage (1967), Mercury no 14
- Les Hommes (1968), Fiction no 179
- Le Derelict (1969), Les Horizons du fantastique no 5

### Anthologie
- Marcel Battin, Destination Pluton, Rivière Blanche, septembre 2018, 374 p. (ISBN 978-1-61227-780-6)[5]

### Traductions[9],[10],[7]
- Le Poisson d'un homme (publié en 1953 et traduit en 1954) de Robert Sheckley
- N'y touchez pas ! (publié en 1954 et traduit en 1954) de Robert Sheckley
- Le Coût de la vie (publié en 1952 et traduit en 1955) de Robert Sheckley
- La Clé laxienne (publié en 1954 et traduit en 1955) de Robert Sheckley
- Vol temporel (publié en 1954 et traduit en 1955) de Robert Sheckley
- Fantôme V (publié en 1954 et traduit en 1955) de Robert Sheckley
- Le vieux rafiot trop zélé (publié en 1955 et traduit en 1955) de Robert Sheckley
- L'Oiseau-gardien (publié en 1953 et traduit en 1957) de Robert Sheckley
- Double indemnité (publié en 1957 et traduit en 1957) de Robert Sheckley
- Le Langage de l'amour (publié en 1957 et traduit en 1957) de Robert Sheckley
- Les Morts de Ben Baxter (publié en 1957 et traduit en 1958) de William Tenn
- Centenaire (publié en 1960 et traduit en 1963) de Brian Aldiss
- Les Murailles de l'infini (publié en 1960 et traduit en 1963) de Edwin Charles Tubb
- Le Verre de Largo (publié en 1963) de Colin Kapp
- Les Parasites (publié en 1963 et traduit en 1964) de Jerome Bixby
- Ces féroces Qornts (publié en 1963 et traduit en 1965) de Keith Laumer
- Les Dons du Twerlik (publié en 1964 et traduit en 1965) de Jack Sharkey
- La Wilf fidèle (publié en 1963 et traduit en 1966) de Gordon R. Dickson
- La Capsule du temps (publié en 1966) de Robert Bloch
- Escale (publié en 1967) de Chi-Ch'eng Hong
- La Justice du capitaine Hu-Tung (publié en 1968) de Chi-Ch'eng Hong
- Sus aux Krultchs ! (publié en 1965 et traduit en 1969) de Keith Laumer
- Cosmos privé (publié en 1969) de Philip José Farmer
- À chacun son enfer (publié en 1942 et traduit en 1970) de Alfred Bester
- L'Enfant du vide (publié en 1949 et traduit en 1970) de Margaret St. Clair
- Lettre à un phénix (publié en 1949 et traduit en 1970) de Fredric Brown
- Un système non-P (publié en 1951 et traduit en 1970) de William Tenn
- Le Règne de la norme (publié en 1951 et traduit en 1970) de William Tenn
- Les Neuf Milliards de noms de Dieu (publié en 1953 et traduit en 1970) de Arthur C. Clarke
- Génocides (publié en 1965 et traduit en 1970) de Thomas M. Disch
- Celle-là (publié en 1970 et traduit en 1970) de James Sallis
- Leçon d'histoire (publié en 1949 et traduit en 1971) de Arthur C. Clarke
- Les Réponses (publié en 1953 et traduit en 1971) de Clifford D. Simak
- Les Simulacres (publié en 1954 et traduit en 1971) de Jack Williamson
- Dorsaï (publié en 1960 et traduit en 1971) de Gordon R. Dickson
- Détruire une ville (publié en 1967 et traduit en 1971) de Terry Carr
- Chenille-express (publié en 1968 et traduit en 1971) de Robert E. Margroff
- Le Courtois de Ghoor (publié en 1968 et traduit en 1971) de Robert Lory
- Jana (publié en 1969 et traduit en 1971) de A. E. van Vogt
- Enfin seul ! (publié en 1957 et traduit en 1972) de Robert Sheckley
- Si le tueur rouge (publié en 1959 et traduit en 1972) de Robert Sheckley
- Pour quelle guerre... (publié en 1964 et traduit en 1972) de Gordon R. Dickson
- La Libération de la Terre (publié en 1953 et traduit en 1973) de William Tenn
- Le Déserteur (publié en 1953 et traduit en 1973) de William Tenn
- La Stratégie de l'erreur (publié en 1970 et traduit en 1973) de Gordon R. Dickson
- Les Murs de la Terre (publié en 1970 et traduit en 1973) de Philip José Farmer
- Dans les eaux de Babylone (publié en 1937 et traduit en 1974) de Stephen Vincent Benét
- Hélène O'Loy (publié en 1938 et traduit en 1974) de Lester del Rey
- Impulsion (publié en 1938 et traduit en 1974) de Eric Frank Russell
- L'Amour du ciel (publié en 1948 et traduit en 1974) de Theodore Sturgeon
- Le Jour des Triffides (publié en 1951 et traduit en 1974) de John Wyndham
- Le Gardien du savoir (publié en 1952 et traduit en 1974) de Walter M. Miller
- L'Idéaliste (publié en 1953 et traduit en 1974) de Lester del Rey
- Un monde de talents (publié en 1954 et traduit en 1974) de Philip K. Dick
- On n'embête pas Gus (publié en 1955 et traduit en 1974) de Daniel F. Galouye
- Aimables Vautours (publié en 1957 et traduit en 1974) de Isaac Asimov
- Nécromant (publié en 1962 et traduit en 1974) de Gordon R. Dickson
- La Cure (publié en 1946 et traduit en 1975) de Henry Kuttner et Catherine Lucille Moore
- Par ici la sortie (publié en 1951 et traduit en 1975) de Lester del Rey
- La Guerre des sorcières (publié en 1951 et traduit en 1975) de Richard Matheson
- Les Dominos (publié en 1953 et traduit en 1975) de Cyril M. Kornbluth
- Permis de maraude (publié en 1954 et traduit en 1975) de Robert Sheckley
- Les Erreurs de Joenes (publié en 1962 et traduit en 1977) de Robert Sheckley
- Camp de concentration (publié en 1968 et traduit en 1978) de Thomas M. Disch
- Les Faiseurs de miracles (publié en 1958 et traduit en 1982) de Jack Vance
- Les Spécialisés (publié en 1953 et traduit en 1983) de Robert Sheckley
- Quelque chose pour rien (publié en 1954 et traduit en 1984) de Robert Sheckley
- La Sorcière du Marais (publié en 1984) de Theodore Sturgeon